# Пекташ, Омюр
Омюр Пекташ (швед. Ömür Pektas; род. 6 января 2002) — шведский футболист, защитник «Варберга».

## Клубная карьера
Является воспитанником «Болльстанеса», в котором прошёл путь от детских и юношеских команд до основной. В 2017 году в её составе провёл один матч в пятом шведском дивизионе. В 16-летнем возрасте перешёл в «Фрей», но уже через полгода стал игроком «Стоксунда». В сезоне 2022 года принял участие в 23 матчах, в которых забил 33 мяча, в числе которых 9 мячей в матче с «Акрополисом», завершившимся со счётом 28-0.
24 декабря 2022 года перешёл в «Варберг», заключив с клубом контракт, рассчитанный на четыре года. Впервые в футболке нового клуба появился на поле 18 февраля 2023 года в игре группового этапа кубка страны с «Эстерсундом». 3 апреля дебютировал в чемпионате Швеции в матче против «Мьельбю», появившись на поле в стартовом составе. На 60-й минуте забил первый гол своей команды.

## Клубная статистика
| Выступление      | Выступление      | Выступление      | Лига | Лига | Кубки | Кубки | Конт. кубки | Конт. кубки | Итого | Итого |
| Клуб             | Лига             | Сезон            | Игры | Голы | Игры  | Голы  | Игры        | Голы        | Игры  | Голы  |
| ---------------- | ---------------- | ---------------- | ---- | ---- | ----- | ----- | ----------- | ----------- | ----- | ----- |
| Болльстанес      | Дивизион 5       | 2017             | 1    | 0    | 0     | 0     | 0           | 0           | 1     | 0     |
| Болльстанес      | Итого            | Итого            | 1    | 0    | 0     | 0     | 0           | 0           | 1     | 0     |
| Стоксунд         | Дивизион 2       | 2019             | 1    | 0    | 0     | 0     | 0           | 0           | 1     | 0     |
| Стоксунд         | Дивизион 2       | 2020             | 11   | 3    | 1     | 0     | 0           | 0           | 12    | 3     |
| Стоксунд         | Дивизион 2       | 2021             | 14   | 9    | 0     | 0     | 0           | 0           | 14    | 9     |
| Стоксунд         | Дивизион 2       | 2022             | 23   | 33   | 2     | 1     | 0           | 0           | 25    | 34    |
| Стоксунд         | Итого            | Итого            | 49   | 45   | 3     | 1     | 0           | 0           | 52    | 46    |
| Варберг          | Алльсвенскан     | 2023             | 3    | 1    | 3     | 0     | 0           | 0           | 6     | 1     |
| Варберг          | Итого            | Итого            | 3    | 1    | 3     | 0     | 0           | 0           | 6     | 1     |
| Всего за карьеру | Всего за карьеру | Всего за карьеру | 53   | 46   | 6     | 1     | 0           | 0           | 59    | 47    |